# Tommy Sylvestre
Tommy Sylvestre (Léopoldville, Congo Belga, 31 de agosto de 1946) es un exfutbolista de Togo nacido en Congo Belga que jugaba en la posición de guardameta.

## Carrera

### Club
| Periodo   | Club                   |
| --------- | ---------------------- |
| 1964–1974 | Étoile Filante de Lomé |
| 1974–1979 | Stade d'Abidjan        |
| 1979–1982 | Stella Club d'Adjamé   |

### Selección nacional
Jugó para Togo en siete ocasiones de 1971 a 1972 y participó en la Copa Africana de Naciones 1972.

## Logros

### Club
- Copa Africana de Clubes Campeones (1): 1969
- Campeonato de Clubes de la WAFU (2): 1979, 1981
- Campeonato nacional de Togo (3): 1965, 1967, 1968
- Primera División de Costa de Marfil (2): 1969, 1971
- Copa de Costa de Marfil (3): 1976, 1980, 1981
- Copa Houphouët-Boigny (1): 1981

### Individual
- Lista de los 200 mejores futbolistas africanos de la historia en 2006.[2]
- Mejor Guardameta de la Copa Africana de Naciones 1972.[3]